# Angistorhinus
Angistorhinus (czyli "wąski pysk") – rodzaj z rodziny fitozaurów. Żył w karniku. Po raz pierwszy został nazwany przez Mehl w 1914 roku i zawiera jeden gatunek: Angistorhinus megalodon. Pochodził z Afryki i Ameryki Północnej, czyli z pradawnego kontynentu Pangea. Angistorhinus jest czasami opisywany jako Rutiodon lub Leptosuchus.